# Sternohammus strandi
Sternohammus strandi är en skalbaggsart som beskrevs av Stefan von Breuning 1935. Sternohammus strandi ingår i släktet Sternohammus och familjen långhorningar. Inga underarter finns listade i Catalogue of Life.